# Kje Sun-hui
Kje Sun-hui (hangul: 계순희), (*2. srpna 1979 Pchjongjang, Severní Korea) je bývalá reprezentantka Severní Koreje v judu. Je olympijskou vítězkou z roku 1996.

## Sportovní kariéra

### Úspěchy
- olympijská vítězka
- čtyřnásobná mistryně světa

### Zajímavosti
- úchop: levý
- styl: dynamický

S judem začala v dětství. V roce 1995 se poprvé účastnila národního mistrovství a zvítězila. V roce 1996 si žádný ze severokorejských judistů nevybojoval nominaci na olympijské hry v Atlantě, ale MOV vyhověla žádosti o udělení pozvánky (divoké karty). Byl to pro ni první velký turnaj a podle svých slov své soupeřky vůbec neznala. V semifinále hodila na ippon nejlepší Evropanku a ve finále se pohlídala všechny nástupy dvojnásobné mistryně světa. Vyhrála zlatou olympijskou medaili.
V dalších letech a prakticky až do konce své kariéry si udržovala špičkovou formu. Jejím oblíbeným turnajem byl pražský Norris Cup, který v roce 2000 vyhrála. Za svoji kariéru utrpěla několik málo porážek, ale výjimečně na ippon. Většina výher soupeřek byla po koncentrovaném, taktickém výkonu na body nebo hantei.

### Rekordy
Nejmladší olympijská vítězka v judu v 17 letech, resp. v den vítězství jí bylo přesně 16,98 let.

### Rivalové
- Yvonne Bönischová

## Výsledky
| Turnaj            | 1996           | 1997           | 1998           | 1999           | 2000           | 2001           | 2002           | 2003       | 2004       | 2005       | 2006       | 2007       | 2008       |
| Turnaj            | 17             | 18             | 19             | 20             | 21             | 22             | 23             | 24         | 25         | 26         | 27         | 28         | 29         |
| Turnaj            | pololehká váha | pololehká váha | pololehká váha | pololehká váha | pololehká váha | pololehká váha | pololehká váha | lehká váha | lehká váha | lehká váha | lehká váha | lehká váha | lehká váha |
| ----------------- | -------------- | -------------- | -------------- | -------------- | -------------- | -------------- | -------------- | ---------- | ---------- | ---------- | ---------- | ---------- | ---------- |
| Olympijské hry    | 1.             |                |                |                | 3.             |                |                |            | 2.         |            |            |            | úč.        |
| Mistrovství světa |                | 2.             |                | 3.             |                | 1.             |                | 1.         |            | 1.         |            | 1.         |            |
| Asijské hry       |                |                | 1.             |                |                |                | 3.             |            |            |            | —          |            |            |
| Mistrovství Asie  | —              | 1.             |                | 1.             | —              | —              |                | —          | —          | —          |            | —          | —          |

## Podrobnější výsledky

### Olympijské hry
| Rok      | Kategorie       |  | 1/32                                  | 1/16                                   | čtvrtfinále                          | semifinále                              | o bronz                         | finále                             |
| -------- | --------------- |  | ------------------------------------- | -------------------------------------- | ------------------------------------ | --------------------------------------- | ------------------------------- | ---------------------------------- |
| LOH 1996 | superlehká váha |  | volný los                             | výhra - yuk/mga Tamara Meijerová       | výhra - yuk/mga Sarah Nichilová      | výhra - 0:56/ogo Yolanda Solerová       | —                               | výhra - kok/hra Rjóko Tamuraová    |
| LOH 2000 | pololehká váha  |  | výhra - 2:55/son Hillary Wolfová      | výhra - waz/shi Deborah Gravenstijnová | výhra - 1:19/oug Rebecca Sullivanová | prohra - (yus) Legna Verdeciaová        | výhra - 1:09/wip Ioana Dineaová | —                                  |
| LOH 2004 | lehká váha      |  | výhra - 0:44/isn Marcon Bezzinová     | výhra - yuk/? Natalija Jucharevová     | výhra - 4:27/sot Sophie Coxová       | výhra - 2:19/oga Yurisleidys Lupeteyová | —                               | prohra - yuk/uma Yvonne Bönischová |
| LOH 2008 | lehká váha      |  | výhra - 4:16/yot Sabrina Filzmoserová | prohra - waz/tgo Barbara Harelová      | —                                    | —                                       | —                               | —                                  |

### Mistrovství světa
| Rok     | Kategorie      |  | 1/64                | 1/32                        | 1/16                      | čtvrtfinále                   | semifinále                   | opravy                    | opravy                    | o bronz             | finále                         |
| ------- | -------------- |  | ------------------- | --------------------------- | ------------------------- | ----------------------------- | ---------------------------- | ------------------------- | ------------------------- | ------------------- | ------------------------------ |
| MS 1997 | pololehká váha |  | volný los           | výhra Hjon Suk-hui          | výhra Tamara Meijerová    | výhra Ioana Dineaová          | výhra Nicole Flagothierová   | —                         | —                         | —                   | prohra Marie-Claire Restouxová |
| MS 1999 | pololehká váha |  | volný los           | výhra Telitha Ellisová      | výhra Carolina Marianiová | prohra Noriko Narazakiová     | —                            | výhra Rebecca Sullivanová | výhra Luce Baillargeonová | výhra Liou Jü-siang | —                              |
| MS 2001 | pololehká váha |  | x                   | výhra Georgina Singletonová | výhra Ioana Dineaová      | výhra Marie-Claire Restouxová | výhra Juki Jokosawaová       | —                         | —                         | —                   | výhra Raffaella Imbrianiová    |
| MS 2003 | lehká váha     |  | volný los           | výhra Jessica Garcíaová     | výhra Tânia Ferreiraová   | výhra Isabel Fernándezová     | výhra Deborah Gravenstijnová | —                         | —                         | —                   | výhra Yvonne Bönischová        |
| MS 2005 | lehká váha     |  | x                   | výhra Maria Lindbergová     | výhra Valerie Gotayová    | výhra Sabrina Filzmoserová    | výhra Yurisleidys Lupeteyová | —                         | —                         | —                   | výhra Yvonne Bönischová        |
| MS 2007 | lehká váha     |  | výhra Ana Camposová | výhra Nina Koivumäkiová     | výhra Kifayət Qasımovová  | výhra I Un-hui                | výhra Aiko Satová            | —                         | —                         | —                   | výhra Isabel Fernándezová      |